# Chminianska Nová Ves
Chminianska Nová Ves (in ungherese Szinyeújfalu) è un comune della Slovacchia facente parte del distretto di Prešov, nella regione omonima.